# ناو هواپیمابر گراف سپلین
ناو هواپیمابر گراف سپلین (به آلمانی: Flugzeugträger Graf Zeppelin) تنها ناو هواپیمابر به آب انداخته‌شده کریگس‌مارینه، نیروی دریایی رایش سوم بود. کار ساخت گراف سپلین روزهای پایایی سال ۱۹۳۶ در کشتی‌سازی دویچه ورکه در کیل آغاز شد و حدود دو سال بعد به پایان رسید. این کشتی به افتخار فردیناند فون سپلین، ژنرال آلمانی نام‌گذاری گردید.
گراف سپلین نخستین شناور از کلاس ناو هواپیمابر به همین نام بود. این ناو هواپیمابر بخشی از تلاش کریگس‌مارینه برای ایجاد ناوگان اقیانوس‌پیما بود تا قدرت دریایی آلمان را به فراتر از مرزهای محدود دریای بالتیک و دریای شمال بسط دهد. این ناو هواپیمابر قادر به حمل ۴۲ فروند جنگنده و بمب‌افکن شیرجه‌ای بود. کار ساخت گراف سپلین هنگام آغاز جنگ جهانی دوم در ماه سپتامبر سال ۱۹۳۹ حدود ۸۵٪ پیشرفت داشت. گراف سپلین هیچگاه تکمیل نشد و به دلیل تغییر اولویت‌های آلمان در جنگ، هرگز عملیاتی نگردید. این شناور تمام مدت زمان جنگ را در دریای بالتیک ماند. با نزدیک شدن شکست آلمان، خدمه شناور آن را ماه مارس سال ۱۹۴۵ در نزدیکی ساحل اشتتین غرق کردند. شوروی آن را ماه مارس سال ۱۹۴۶ از آب بیرون آورد. گراف سپلین در نهایت ۱۷ ماه بعد، در آزمایش تسلیحاتی در شمال لهستان غرق شد. لاشه این ناو هواپیمابر توسط یک کشتی تحقیقاتی لهستانی در ژوئیه ۲۰۰۶ کشف شد.

## ساخت

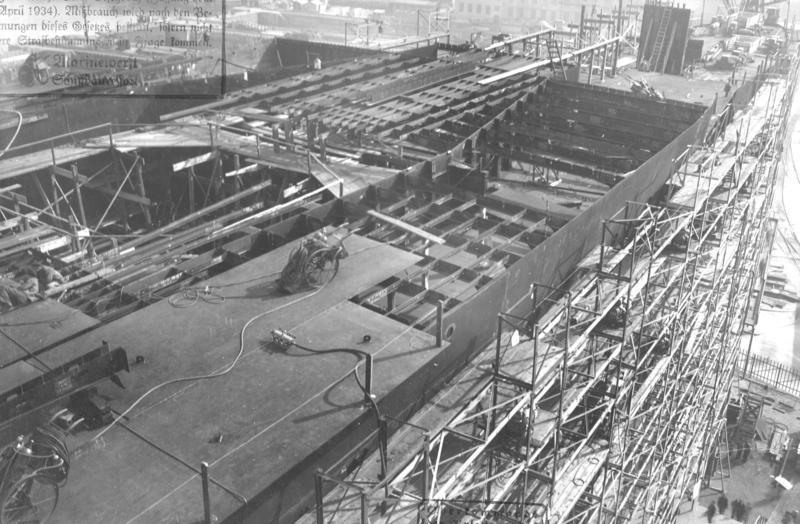
ساخت ناو هواپیمابر آ که بعدا گراف سپلین نام گرفت، ۲۱ سپتامبر ۱۹۳۸، کارخانه کشتی‌سازی دویچه ورکه، کیل

پس از پایان مرحله طراحی و تأیید آن توسط فرماندهی نیروی دریایی، کارخانه کشتی‌سازی دویچه ورکه در کیل روز ۱۶ نوامبر سال ۱۹۳۵ قراردادی برای ساخت این ناو هواپیمابر دریافت کرد. این کارخانه در این زمان با تمام ظرفیت در حال ساخت انواع شناورهای جنگی دیگر بود. از این روکار ساخت با مقداری تأخیر آغاز شد. بیست روز پس از اتمام ساخت نبردناو گنایزناو، مازه ناو هواپیمابر روز ۲۸ دسامبر سال ۱۹۳۶ در لعزشگاه شماره ۱ قرار گرفت. تقریباً دو سال بعد روز ۸ دسامبر سال ۱۹۳۸ این ناو هواپیمابر با نام گراف سپلین به آب انداخته شد. ادامه کار به صورت معمول در سال ۱۹۳۹ انجام گرفت. ماه اوت این سال پیش‌بینی می‌شد کار ساخت هفته‌های واپسین سال ۱۹۴۰ به پایان برسد و کارآزمایی دریایی زمستان همان سال صورت پذیرد. هنگام آغاز جنگ جهانی دوم حدود ۸۵ درصد از فرایند ساخت پیش رفته بود. موتورخانه و توپ‌های ۱۵ سانتی‌متری نصب شده بود و تنها چند قسمت فرعی که از پیش آماده‌شده بود، می‌بایست در محل خود قرار می‌گرفت. در ابتدا ساخت‌وساز طبق برنامه پیش می‌رفت اما در ادامه به زودی با نهاده شدن تأکید بر تولید او-بوت‌ها، با تأخیر همراه شد. در نهایت روز ۲۹ آوریل سال ۱۹۴۰ فرمانده نیروی دریایی توصیه به توقف کامل کار ساخت نمود؛ زیرا حتی در صورت اتمام آن طبق برنامه، گراف سپلین از نظر تسلیحات توپخانه آماده بهره‌گیری نبود. پیش از این توپ‌های ۱۵ سانتی‌متری از ناو هواپیمابر جدا و برای تقویت دفاع ساحلی به نروژ و تسلیحات ضدهوایی به نقاط دیگری فرستاده شده بودند. روز ۶ ژوئیه سال ۱۹۴۰ گراف سپلین برای در امان ماندن از تهدید رو به فزونی حملات هوایی، به گوتنهافن یدک‌کشی شد. در این مکان از آن به عنوان انبار شناور سخت‌چوب‌های نیروی دریایی استفاده گردید. اوایل سال ۱۹۴۱، پیش از آغاز تهاجم آلمان به شوروی، گراف سپلین این بار جهت دور ماندن از حملات هوایی احتمالی شوروی، به اشتتین منتقل گشت و روز ۲۱ ژوئیه در آن لنگر انداخت. با عدم وقوع هر گونه حمله هوایی، ناو هواپیمابر مجدداً به گوتنهافن بازگردانده شد.